# Daisuki Rakuten Eagles
 (mars 2012).
Si vous disposez d'ouvrages ou d'articles de référence ou si vous connaissez des sites web de qualité traitant du thème abordé ici, merci de compléter l'article en donnant les références utiles à sa vérifiabilité et en les liant à la section « Notes et références ».
Singles de GAM
Lu Lu Lu
(2007) Atsui Tamashii (annulé)
(2007)
Daisuki Rakuten Eagles (ダイスキ楽天イーグルス) est un single spécial "hors série" du duo GAM (Aya Matsūra et Miki Fujimoto), sorti en 2007 en distribution limitée.

## Présentation
Le single, écrit et produit par Tsunku, est cette fois publié sous un label indépendant lié à Up-Front Works, et n'est disponible qu'en distribution limitée. Il est mis en vente le 24 mars 2007 au Japon, trois jours après la sortie du 3e (et ultime) single major du duo, Lu Lu Lu, mais uniquement dans les boutiques spécialisées officielles du Hello! Project et du club de baseball Tohoku Rakuten Golden Eagles, pour l'équipe de laquelle la chanson-titre sert de thème d'encouragement. Le single ne contient que la chanson et sa version instrumentale. Elle figurera d'abord sur la compilation du Hello! Project Petit Best 8 de fin d'année, puis sur la compilation de chansons pour l'équipe Tohoku Rakuten Golden Eagles 5th Anniversary "Songs of Rakuten Eagles" de 2009.

## Liste des titres
Toutes les chansons sont écrites et composées par Tsunku, les arrangements sont de Hideyuki "Daichi" Suzuki.
| CD   | CD                                                                | CD    | CD | CD | CD | CD | CD | CD | CD |
| No   | Titre                                                             | Durée |    |    |    |    |    |    |    |
| ---- | ----------------------------------------------------------------- | ----- | -- | -- | -- | -- | -- | -- | -- |
| 1.   | Daisuki Rakuten Eagles (ダイスキ楽天イーグルス)                   | 4:15  |    |    |    |    |    |    |    |
| 2.   | Daisuki Rakuten Eagles (Instrumental) (ダイスキ楽天イーグルス...) | 4:13  |    |    |    |    |    |    |    |
| 8:28 |                                                                   |       |    |    |    |    |    |    |    |